# Двенадцатеричная система счисления
Двенадцатеричная система счисления — позиционная система счисления с основанием 12. Используются цифры 0, 1, 2, 3, 4, 5, 6, 7, 8, 9, A, B. Существует другая система обозначения, где для недостающих цифр используют не A и B, а T (от англ. ten, десять) или D (от лат. decem, фр. dix, десять) или X (римское десять), а также E (от англ. eleven, одиннадцать) или O (от фр. onze, одиннадцать). Кроме того, на Западе иногда вместо A используют перевёрнутую двойку (, U+218A ↊ turned digit two) и вместо B перевёрнутую тройку ( , U+218B ↋ turned digit three).
Число 12 могло бы быть очень удобным основанием системы счисления, так как оно делится нацело на 2, 3, 4 и 6, в то время как число 10 — основание десятичной системы счисления — делится нацело лишь на 2 и 5.

## История
Двенадцатеричная система счисления сохранилась и в русском языке — для обозначения 12 предметов используется термин «дюжина», в XX веке многие предметы, в частности, столовые приборы, считали дюжинами. Посуда традиционно продаётся сервизами на 12 или 6 персон.

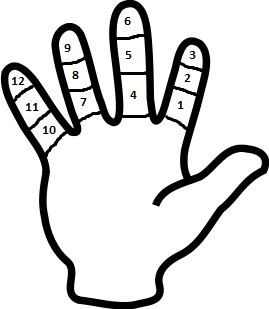
Пальцевой фаланговый счёт дюжинами

Происхождение двенадцатеричной системы счисления не вызывает сомнений — это пальцевой фаланговый счёт, при котором большим пальцем руки считают каждую фалангу четырёх пальцев той же руки.
Двенадцатеричный пальцевый счёт распространён на территории Индии, Индокитая, Пакистана, Афганистана, Ирана, Турции, Ирака, Сирии и Египта. Поэтому, предположительно, двенадцатеричная система счисления возникла в древнем Шумере, а позже использовалась в Ассирии и Вавилоне для деления дня и ночи на 12 равных частей (называемых danna), что удобно в силу совместимости двенадцатеричной системы счисления с шестидесятеричной (12 является делителем для 60). Также у них делили эклиптику на 12 beru по 30° каждая. А в Древнем Египте светлое и тёмное время суток делили на 12 частей разной длительности.
В настоящее время двенадцатеричная система счисления используется жителями Тибета, некоторыми народами Нигерии и Индии.
В Древнем Риме стандартной дробью была унция (лат. uncia) — 1⁄12 часть.
Двенадцатеричная система встречается в английской («имперской») системе мер, используемой до сих пор, 1 дюйм = 1⁄12 фута. Английские монеты также до 1968 года были основаны на ней: 12 пенни (пенсов) равнялись одному шиллингу.
В германских языках имеются отдельные числительные для обозначения 11 и 12, например, английские eleven (11) и twelve (12). Однако в прагерманском языке слова ainlif и twalif (буквально «один слева» и «два слева»), предполагают десятичный счёт.
Переход на двенадцатеричную систему счисления предлагался неоднократно. В XVIII веке её сторонником был знаменитый французский естествоиспытатель Бюффон. В 1944 году было организовано Американское двенадцатеричное общество (The Dozenal Society of America (DSA)), а в 1959 — Английское двенадцатеричное общество (The Dozenal Society of Great Britain (DSGB)), объединившие активных сторонников одноимённой системы счисления.
Во времена Великой Французской революции была учреждена «Революционная комиссия по весам и мерам», которая длительный период рассматривала подобный проект, однако усилиями Лагранжа и других противников реформы дело удалось свернуть.
Главным аргументом против этого всегда служили огромные затраты и неизбежная путаница при переходе.

## Двенадцатеричный счёт
Элементом двенадцатеричной системы в современности может служить счёт дюжинами.
Первые три степени числа 12 имеют собственные названия:
- 1 дюжина = 12 штук
- 1 гросс = 12 дюжин = 144 штуки
- 1 масса = 12 гроссов = 144 дюжины = 1728 штук

К удобствам двенадцатеричного счисления можно отнести большее (по сравнению с десятичной системой) количество делителей основания 12: 2, 3, 4, 6. На практике двенадцатеричная система (в смешанном виде) в настоящее время повсеместно распространена в часах.
| ×  | 1  | 2  | 3  | 4  | 5  | 6  | 7  | 8  | 9  | A  | B  | 10  |
| -- | -- | -- | -- | -- | -- | -- | -- | -- | -- | -- | -- | --- |
| 1  | 1  | 2  | 3  | 4  | 5  | 6  | 7  | 8  | 9  | A  | B  | 10  |
| 2  | 2  | 4  | 6  | 8  | A  | 10 | 12 | 14 | 16 | 18 | 1A | 20  |
| 3  | 3  | 6  | 9  | 10 | 13 | 16 | 19 | 20 | 23 | 26 | 29 | 30  |
| 4  | 4  | 8  | 10 | 14 | 18 | 20 | 24 | 28 | 30 | 34 | 38 | 40  |
| 5  | 5  | A  | 13 | 18 | 21 | 26 | 2B | 34 | 39 | 42 | 47 | 50  |
| 6  | 6  | 10 | 16 | 20 | 26 | 30 | 36 | 40 | 46 | 50 | 56 | 60  |
| 7  | 7  | 12 | 19 | 24 | 2B | 36 | 41 | 48 | 53 | 5A | 65 | 70  |
| 8  | 8  | 14 | 20 | 28 | 34 | 40 | 48 | 54 | 60 | 68 | 74 | 80  |
| 9  | 9  | 16 | 23 | 30 | 39 | 46 | 53 | 60 | 69 | 76 | 83 | 90  |
| A  | A  | 18 | 26 | 34 | 42 | 50 | 5A | 68 | 76 | 84 | 92 | A0  |
| B  | B  | 1A | 29 | 38 | 47 | 56 | 65 | 74 | 83 | 92 | A1 | B0  |
| 10 | 10 | 20 | 30 | 40 | 50 | 60 | 70 | 80 | 90 | A0 | B0 | 100 |

## Упоминание в фантастике
Двенадцатеричная система счисления упоминается и в фантастической литературе:
- применяется эльфами в книгах Джона Толкина;
- используется расой, заселившей Землю, после экспансии людей в галактику в романе Уолтера Миллера «Банк крови»;
- используется людьми будущего в романе Герберта Уэллса «Когда спящий проснётся», новелле Гарри Гаррисона «История конца» и рассказе Джеймса Блиша «Маникюр»;
- часто встречается в головоломках компьютерной игры Schizm 2 Chameleon;
- применяется в Мире Стержня в циклах книг Макса Фрая;
- в повести Джеральда Дэвида Нордли «Последняя инстанция» двенадцатеричной системой пользуется инопланетная раса ду’утианцев.